# Carlos Amarilla
Carlos Arecio Amarilla Demarqui (Asunción, Paraguai, 26 d'octubre del 1970) és un àrbitre de futbol paraguaià. Amarilla és àrbitre internacional FIFA. Fins al moment ha arbitrat en esdeveniments com la Copa del Món 2006, la del 2010 i la Copa Amèrica 2011.